# 康大川

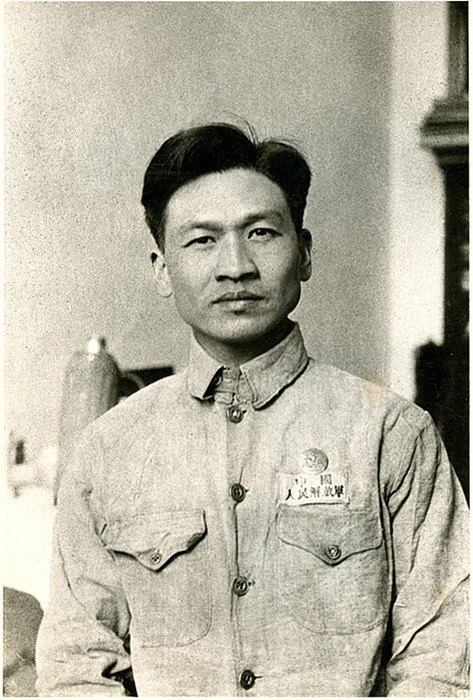

康大川（1915年—2004年），原名康天順，綽號老康，是一位出身臺灣苗栗的中華人民共和國官員、編輯及翻譯從業人員。他是日文雜誌《人民中國》的共同創辦人和資深成員之一。

## 生平
1915年，康大川出生於苗栗。後來，他前往東京錦城學園高等學校就讀。
1938年，他畢業於早稻田大学商科，並前往中國大陸參與於抗日戰爭；隨後，他曾在郭沫若領導下於國民政府軍事委員會政治部第三廳從事對敵宣傳和戰俘管理，並與被俘日軍一同起居，又讓其從事於製作玩具及編輯刊物等活動。
1948年，他加入中国共产党，並在1949年11月奉指示前往北京任職。1952年，他在外文出版社負責籌辦《人民中國》日文版，於是前往瀋陽尋求已停辦報紙《民主新聞》的成員池田亮一、菅沼不二男等及檢字工人與日文字模、印刷器材等，又到大連借調劉德有及安淑渠等人，再於北京招募返國留學日本學生。在經過兩次試刊後，該刊正式開始於1953年發行於日本地區。

## 代表作
- 《人民中國》
- 《毛泽东选集》（日文翻譯定稿）

## 軼事
- 在擔任《人民中國》編輯工作時，康大川習慣於每日下班後攜帶大量日本報刊回家閱讀，也習慣仔細閱讀讀者來信及友人意見，以不斷改進刊物內容，增進中國大陸與日本地區民眾之間的理解與聯繫。[1]

## 評論
- 安藤彥太郎：「我來中國，要是沒見康大川就等於沒來中國。」[1]

### 文藝界人士
- 趙樸初、茅盾、田漢、巴金、謝冰心、老舍、夏衍、梅蘭芳、中島健藏（日语：中島健蔵）、木下順二、司馬遼太郎、井上靖、陳舜臣、駒田信二、水上勉、近藤芳美（日语：近藤芳美）、村山孚（日语：村山孚）

### 政治及其他領域人物
- 廖承志、周恩來、陳毅、宇都宮德馬、茅誠司、水原明窗（日语：水原明窗）、鳩山友紀夫

### 相關機構
- 上海內山書店、東方書店、中國書店